# 부정적분

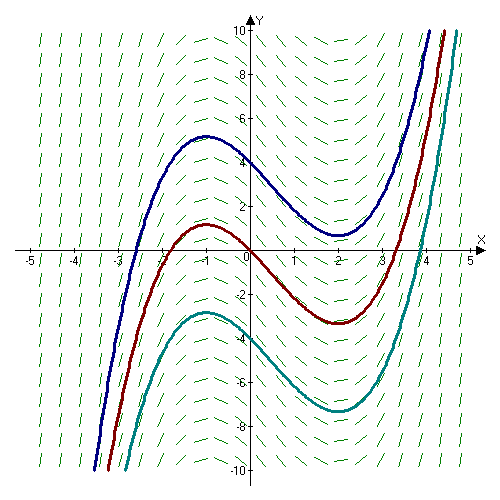
의 기울기장에 그려진 함수 의 세 가지 원함수. 적분 상수는.

미적분학에서 부정적분(不定積分, 영어: indefinite integral)은 어떤 함수를 도함수로 하는 모든 함수를 구하는 연산이다. 부정적분이 존재할 경우, 이는 항상 고정된 함수와 임의의 상수의 합의 꼴로 나타낼 수 있다. 따라서 상수만큼의 차를 무시하면 부정적분은 미분 또는 도함수를 구하는 연산의 역연산이다.

## 정의
함수 {\displaystyle f(x)} ({\displaystyle x\in I})가 주어졌을 때, 만약 다음 조건을 만족시키는 함수 {\displaystyle F(x)} ({\displaystyle x\in I})가 존재한다면, 이를 {\displaystyle f(x)}의 원함수(原函數, 영어: antiderivative) 또는 역도함수(逆導函數)라고 한다.
{\displaystyle F'(x)=f(x)\qquad \forall x\in I}
함수 {\displaystyle f(x)} ({\displaystyle x\in I})의 한 원함수 {\displaystyle F(x)}가 존재할 경우, {\displaystyle f(x)}의 모든 원함수는 정확히 다음과 같다.
{\displaystyle \int f(x)\mathrm {d} x=F(x)+C}
이를 {\displaystyle f(x)}의 부정적분이라고 한다. 여기서 {\displaystyle C}는 임의의 상수이며, 이를 적분상수라고 부른다. 부정적분이 항상 위와 같은 꼴임은 다음과 같이 증명할 수 있다. 우선 임의의 상수 {\displaystyle C}에 대하여, {\displaystyle (C)'=0}이므로, {\displaystyle (F(x)+C)'=f(x)}이다. 즉, {\displaystyle F(x)+C}는 {\displaystyle f(x)}의 원함수이다. 또한 임의의 원함수 {\displaystyle G(x)}에 대하여, {\displaystyle (G(x)-F(x))'=0}이므로, 평균값 정리에 따라 {\displaystyle G(x)-F(x)}는 상수 함수이다. 따라서 {\displaystyle G(x)}는 {\displaystyle G(x)=F(x)+C} 꼴로 나타낼 수 있다.
위와 같은 꼴의 부정적분 공식은 정의역을 이루는 각각의 구간에서만 유효하다. 예를 들어, {\displaystyle f(x)=1/x^{2}}에 대한 다음과 같은 부정적분 공식이 성립하려면 두 구간 {\displaystyle (0,\infty )} 및 {\displaystyle (-\infty ,0)} 가운데 하나를 선택하여야 한다.:398-399
{\displaystyle \int {\frac {1}{x^{2}}}\mathrm {d} x=-{\frac {1}{x}}+C}
전체 정의역 {\displaystyle (-\infty ,0)\cup (0,\infty )}에서의 실제 부정적분은 다음과 같다.:398-399
{\displaystyle \int {\frac {1}{x^{2}}}\mathrm {d} x={\begin{cases}\displaystyle -{\frac {1}{x}}+C&x>0\\\displaystyle -{\frac {1}{x}}+C'&x<0\end{cases}}}

## 성질

### 미분과의 관계
만약 {\displaystyle f(x)}의 부정적분이 존재한다면 다음이 성립한다.
{\displaystyle \left(\int f(x)\mathrm {d} x\right)'=f(x)}
만약 {\displaystyle F(x)}가 미분 가능 함수라면 다음이 성립한다.
{\displaystyle \int F'(x)\mathrm {d} x=F(x)+C}
이에 따라 상수 차를 무시하면 부정적분은 미분의 역연산이다.

### 미적분학의 기본 정리
연속 함수 {\displaystyle f(x)}의 한 원함수는 적분상한을 변수로 취한 정적분으로 나타낼 수 있다.
{\displaystyle F(x)=\int _{a}^{x}f(x)\mathrm {d} x}
반대로, 연속 함수{\displaystyle f(x)}의 한 원함수 {\displaystyle F(x)}가 주어졌을 때, 정적분은 다음과 같이 나타낼 수 있다.
{\displaystyle \int _{a}^{b}f(x)\mathrm {d} x=F(b)-F(a)}

### 선형성
함수 {\displaystyle f(x),g(x)}의 부정적분이 존재한다면, {\displaystyle f(x)\pm g(x)}의 부정적분 역시 존재하며, 다음이 성립한다.
{\displaystyle \int f(x)\pm g(x)\mathrm {d} x=\int f(x)\mathrm {d} x\pm \int g(x)\mathrm {d} x}
함수 {\displaystyle f(x)}의 부정적분이 존재한다면, 상수 {\displaystyle c}에 대하여 {\displaystyle cf(x)}의 부정적분 역시 존재하며, {\displaystyle c\neq 0}일 경우 다음이 성립한다.
{\displaystyle \int cf(x)\mathrm {d} x=c\int f(x)\mathrm {d} x}
이에 따라 부정적분은 선형 연산이다.

### 치환 적분
만약 {\displaystyle f(x)}의 한 원함수 {\displaystyle F(x)}가 존재하며, {\displaystyle g(t)}가 미분 가능 함수라면, 다음이 성립한다.:246, 정리6.2.1
{\displaystyle \int f(g(t))g'(t)\mathrm {d} t=\int f(x)\mathrm {d} x=F(g(t))+C}
만약 {\displaystyle g(t)}가 미분 가능 함수이며, {\displaystyle g'(t)\neq 0}가 성립하며, {\displaystyle f(g(t))g'(t)}의 한 원함수 {\displaystyle H(t)}가 존재한다면, 다음이 성립한다.:252, 정리6.2.2
{\displaystyle \int f(x)\mathrm {d} x=\int f(g(t))g'(t)\mathrm {d} t=H(g^{-1}(x))+C}

### 부분 적분
만약 {\displaystyle f(x),g(x)}가 미분 가능 함수이며, {\displaystyle f'(x)g(x)}의 부정적분이 존재한다면, 다음이 성립한다.
{\displaystyle \int f(x)g'(x)\mathrm {d} x=f(x)g(x)-\int f'(x)g(x)\mathrm {d} x}

## 예

### 유리 함수
모든 (실수) 유리 함수는 다항식과 진분수식의 합으로 나타낼 수 있으며, 모든 진분수식은 부분 분수 분해를 통해 다음과 같은 꼴의 분수식들의 합으로 나타낼 수 있다.
- {\displaystyle {\frac {A}{(x-a)^{m}}}}
- {\displaystyle {\frac {Bx+C}{(x^{2}+px+q)^{n}}}}

여기서 {\displaystyle A,B,C,a,p,q\in \mathbb {R} }은 실수이며 {\displaystyle m,n\in \mathbb {Z} ^{+}}은 양의 정수이다. 또한 {\displaystyle p^{2}-4q<0}을 만족시킨다. 이 두 가지 분수식의 부정적분은 다음과 같이 구할 수 있다.
{\displaystyle \int {\frac {A}{x-a}}\mathrm {d} x=A\ln(x-a)+C}
{\displaystyle \int {\frac {A}{(x-a)^{m}}}\mathrm {d} x=-{\frac {A}{(m-1)(x-a)^{m-1}}}+C\qquad (m>1)}
{\displaystyle \int {\frac {Bx+C}{x^{2}+px+q}}\mathrm {d} x={\frac {B}{2}}\ln(x^{2}+px+q)+{\frac {2C-Bp}{\sqrt {4q-p^{2}}}}\arctan {\frac {2x+p}{\sqrt {4q-p^{2}}}}+C}
{\displaystyle \int {\frac {Bx+C}{(x^{2}+px+q)^{n}}}\mathrm {d} x=-{\frac {B}{2(n-1)(x^{2}+px+q)^{n-1}}}+(C-Bp/2)\int {\frac {1}{(x^{2}+px+q)^{n}}}\mathrm {d} x\qquad (n>1)}
{\displaystyle \int {\frac {1}{(x^{2}+px+q)^{n}}}\mathrm {d} x={\frac {1}{2(n-1)(q-p^{2}/4)}}\left({\frac {x+p/2}{(x^{2}+px+q)^{n-1}}}+(2n-3)\int {\frac {1}{(x^{2}+px+q)^{n-1}}}\mathrm {d} x\right)\qquad (n>1)}
부분 분수 분해의 각 항이 초등 함수이므로, 모든 유리 함수의 부정적분은 초등 함수이다.

### 삼각 유리 함수
삼각 유리 함수는 {\displaystyle R(\sin x,\cos x)} 꼴의 함수를 뜻한다. 여기서 {\displaystyle R(u,v)}는 2변수 유리 함수이다. 이에 대한 부정적분에 다음과 같은 치환 적분을 사용하자.
{\displaystyle \tan {\frac {x}{2}}=t,\;x=2\arctan t,\;\mathrm {d} x={\frac {2}{1+t^{2}}}\mathrm {d} t}
그러면 원래의 부정적분은 유리 함수의 부정적분으로 변한다.
{\displaystyle \int R(\sin x,\cos x)\mathrm {d} x=\int R\left({\frac {2t}{1+t^{2}}},{\frac {1-t^{2}}{1+t^{2}}}\right){\frac {2}{1+t^{2}}}\mathrm {d} t}
만약 {\displaystyle R(-u,v)=-R(u,v)}라면, 이는 항상 {\displaystyle R(u,v)=uR_{1}(u^{2},v)} 꼴로 나타낼 수 있다. 따라서 이 경우 다음과 같은 더 간편한 기법을 사용할 수 있다.
{\displaystyle \int R(\sin x,\cos x)\mathrm {d} x=\int \sin xR_{1}(\sin ^{2}x,\cos x)\mathrm {d} x=-\int R_{1}(1-t^{2},t)\mathrm {d} t\qquad (\cos x=t)}
마찬가지로, 만약 {\displaystyle R(u,-v)=-R(u,v)}라면, 이는 {\displaystyle R(u,v)=vR_{1}(u,v^{2})} 꼴이므로, 이 경우 보통 다음과 같은 기법이 더 간편하다.
{\displaystyle \int R(\sin x,\cos x)\mathrm {d} x=\int \cos xR_{1}(\sin x,\cos ^{2}x)\mathrm {d} x=\int R_{1}(t,1-t^{2})\mathrm {d} t\qquad (\sin x=t)}
만약 {\displaystyle R(-u,-v)=R(u,v)}라면, {\displaystyle R(u,v)=R_{1}(u/v,v^{2})} 꼴이므로, 이 경우 보통 다음과 같은 기법이 더 간편하다.
{\displaystyle \int R(\sin x,\cos x)\mathrm {d} x=\int R_{1}(\tan x,\cos ^{2}x)\mathrm {d} x=\int R_{1}\left(t,{\frac {1}{1+t^{2}}}\right){\frac {1}{1+t^{2}}}\mathrm {d} t\qquad (\tan x=t)}
사실 모든 유리 함수는 위와 같은 세 유리 함수의 합으로 다음과 같이 나타낼 수 있다.
{\displaystyle R(u,v)={\frac {R(u,v)-R(-u,v)}{2}}+{\frac {R(-u,v)-R(-u,-v)}{2}}+{\frac {R(-u,-v)+R(u,v)}{2}}}

### 무리 함수
무리 함수의 부정적분은 초등 함수가 아닐 수 있다. 그러나 다음과 같은 꼴의 부정적분은 초등함수이다.
{\displaystyle R\left(x,{\sqrt[{n}]{\frac {ax+b}{cx+d}}}\right)}
여기서 {\displaystyle R(u,v)}는 2변수 유리 함수이며, {\displaystyle m\in \mathbb {Z} ^{+}}는 양의 정수이며, {\displaystyle a,b,c,d\in \mathbb {R} }는 실수이다. 또한 {\displaystyle ad-bc\neq 0}을 만족시킨다. 다음과 같은 치환 적분을 사용하자.
{\displaystyle {\sqrt[{n}]{\frac {ax+b}{cx+d}}}=t,\;x={\frac {dt^{n}-b}{a-ct^{n}}},\;\mathrm {d} x={\frac {n(ad-bc)t^{n-1}}{(a-ct^{n})^{2}}}\mathrm {d} t}
그러면 원래의 부정적분은 유리 함수의 부정적분으로 변한다.
{\displaystyle \int R\left(x,{\sqrt[{n}]{\frac {ax+b}{cx+d}}}\right)\mathrm {d} x=\int R\left({\frac {dt^{n}-b}{a-ct^{n}}},t\right){\frac {n(ad-bc)t^{n-1}}{(a-ct^{n})^{2}}}\mathrm {d} t}
함수 {\displaystyle (a+bz)^{p}z^{q}}를 생각하자. 여기서 {\displaystyle a,b\in \mathbb {R} }는 실수이며, {\displaystyle p,q\in \mathbb {Q} }는 유리수이다. {\displaystyle p,q,p+q} 가운데 적어도 하나가 정수일 경우 이 부정적분은 초등 함수가 된다. {\displaystyle p=r/s}이며 {\displaystyle q=r'/s'}라고 하자. 여기서 {\displaystyle r,s,r',s'\in \mathbb {Z} }는 정수이다. 만약 {\displaystyle p\in \mathbb {Z} }일 경우, 함수에 나오는 제곱근식은 {\displaystyle {\sqrt[{s'}]{z}}}뿐이므로, 치환 적분 {\displaystyle {\sqrt[{s'}]{z}}=t}를 통해 구할 수 있다. 만약 {\displaystyle q\in \mathbb {Z} }일 경우, 함수에 나오는 제곱근식은 {\displaystyle {\sqrt[{s}]{a+bz}}}뿐이므로, 역시 치환 적분 {\displaystyle {\sqrt[{s}]{a+bz}}=t}를 통해 구할 수 있다. 만약 {\displaystyle p+q\in \mathbb {Z} }일 경우, 함수를 {\displaystyle ((a+bz)/z)^{p}z^{p+q}}와 같이 변형하였을 때 제곱근식은 {\displaystyle \textstyle {\sqrt[{s}]{(a+bz)/z}}}뿐이므로, 치환 적분 {\displaystyle \textstyle {\sqrt[{s}]{(a+bz)/z}}=t}를 통해 구할 수 있다.
보다 일반적으로, 함수 {\displaystyle x^{m}(a+bx^{n})^{p}}를 생각하자. 여기서 {\displaystyle a,b\in \mathbb {R} }는 실수이며, {\displaystyle m,n,p\in \mathbb {Q} }는 유리수이다. 다음과 같은 치환 적분을 사용하자.
{\displaystyle x^{n}=z,\;x=z^{1/n},\;\mathrm {d} x={\frac {1}{n}}z^{1/n-1}\mathrm {d} z}
그러면 위와 같은 꼴의 함수의 부정적분으로 변한다.
{\displaystyle \int x^{m}(a+bx^{n})^{p}\mathrm {d} x={\frac {1}{n}}\int (a+bz)^{p}z^{(m+1)/n-1}\mathrm {d} z}
따라서 {\displaystyle p,q=(m+1)/n-1,p+q} 가운데 적어도 하나가 정수일 경우 이 부정적분은 초등 함수이다. 반대로 {\displaystyle p,q,p+q}가 정수가 아닐 경우 이 부정적분은 초등 함수로 나타낼 수 없음을 19세기 중엽에 파프누티 체비쇼프가 증명하였다.

### 초등 함수로 나타낼 수 없는 부정적분
초등 함수의 부정적분은 초등 함수가 아닐 수 있다. 예를 들어, 다음과 같은 부정적분들은 초등 함수가 아니다.
- (오차 함수) {\displaystyle \int e^{-x^{2}}\mathrm {d} x}
- (프레넬 함수) {\displaystyle \int \sin x^{2}\mathrm {d} x}
- (삼각 적분 함수) {\displaystyle \int {\frac {\sin x}{x}}\mathrm {d} x}
- (로그 적분 함수) {\displaystyle \int {\frac {1}{\ln x}}\mathrm {d} x}
- {\displaystyle \int x^{x}\mathrm {d} x}
- {\displaystyle \int {\frac {1}{\sqrt {1-x^{4}}}}\mathrm {d} x}

## 같이 보기
- 정적분
- 적분표
- 기호적분
- 적분상수